# タリン・ジュルゲンセン
タリン・ジェーン・ジュルゲンセン（英語: Taryn Jane Jurgensen, タイ語: ทาริน เจอร์เกนเซ่น ターリン・チューケーンセーン、1992年5月12日 - ）は、アメリカ出身の女性、タイのフィギュアスケート選手（女子シングル）。
2010年四大陸フィギュアスケート選手権タイ代表。

## 経歴
1992年アメリカカリフォルニア州アルカディア生まれ。5歳でスケートを始める。
2004-2005年シーズンから全米フィギュアスケート選手権各クラスの地区予選に出場。順次昇級し2008-2009年シーズンにはジュニアクラスで出場したが、いずれも2次予選への進出はなかった。
2008-2009年シーズン途中から拠点を変えないままタイに所属、翌2009-2010年シーズンに国際競技会出場を果たした。

## 主な戦績
| 大会/年              | 2008-09 | 2009-10 | 2010-11 |
| -------------------- | ------- | ------- | ------- |
| 世界選手権           |         |         | 22 PR   |
| 四大陸選手権         |         | 33      | 27      |
| タイ選手権           | 3       | 2       |         |
| JGP クールシュヴェル |         |         | 20      |
| JGP ミンスクアイス   |         | 22      |         |

### 詳細
| 2010-2011 シーズン   |                                                            |          |          |          |          |
| 開催日               | 大会名                                                     | 予選     | SP       | FS       | 結果     |
| 2011年4月24日-5月1日 | 2011年世界フィギュアスケート選手権（モスクワ）             | 22 57.75 | -        | -        | -        |
| 2011年2月15日-20日   | 2011年四大陸フィギュアスケート選手権（台北市）             | -        | 27 26.28 | -        | 27       |
| 2010年8月25日-28日   | ISUジュニアグランプリ クールシュヴェル（クールシュヴェル） | -        | 26 27.85 | 19 59.98 | 20 87.83 |

| 2009-2010 シーズン   |                                                  |          |          |          |
| 開催日               | 大会名                                           | SP       | FS       | 結果     |
| 2010年1月27日 - 29日 | 四大陸フィギュアスケート選手権（全州）           | 33 26.94 | -        | 33       |
| 2009年9月24日 - 25日 | ISUジュニアグランプリ ミンスクアイス（ミンスク） | 20 32.09 | 22 47.09 | 22 79.18 |